# De Dion-Bouton 3,5 CV

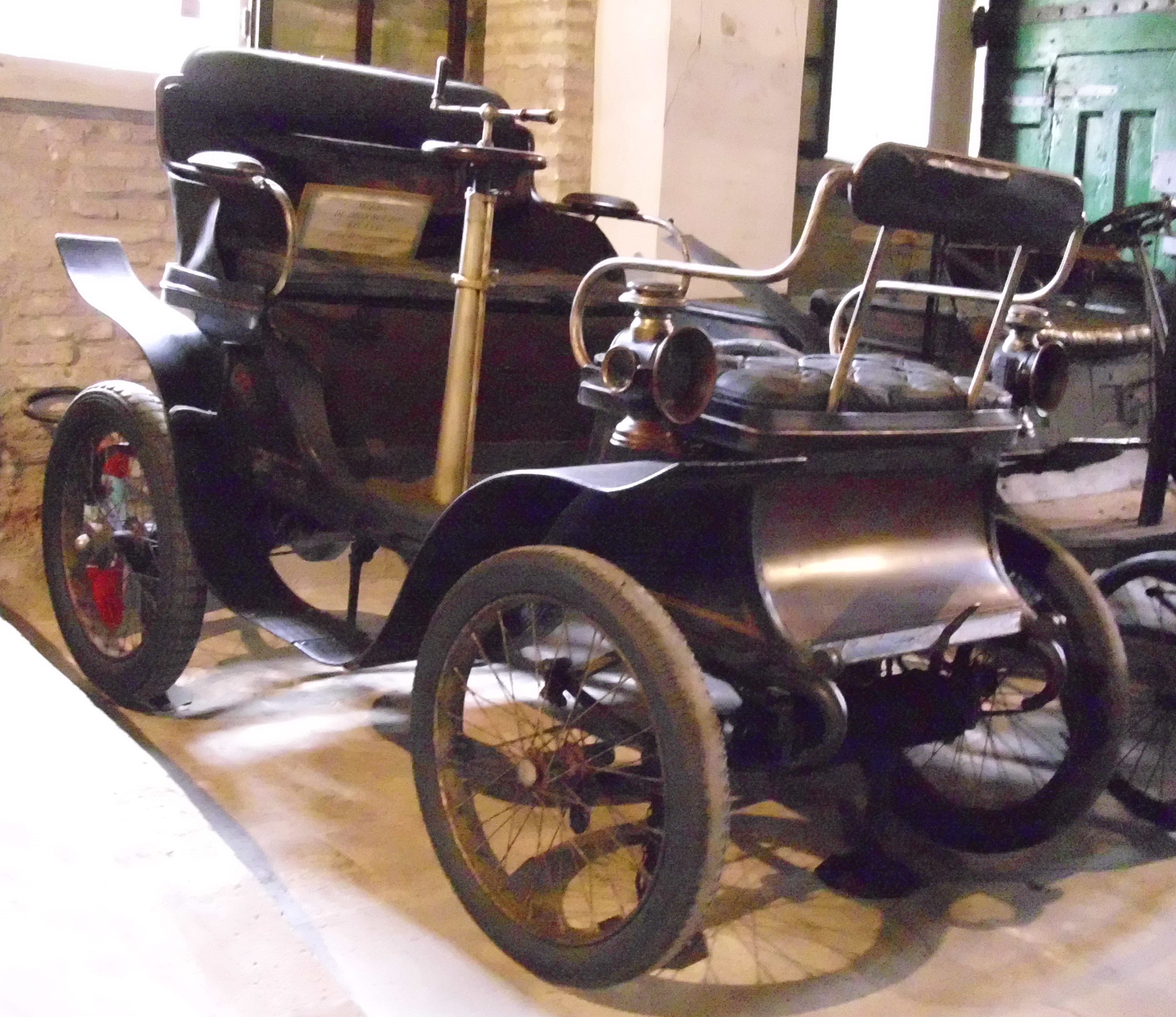
De Dion-Bouton Type D

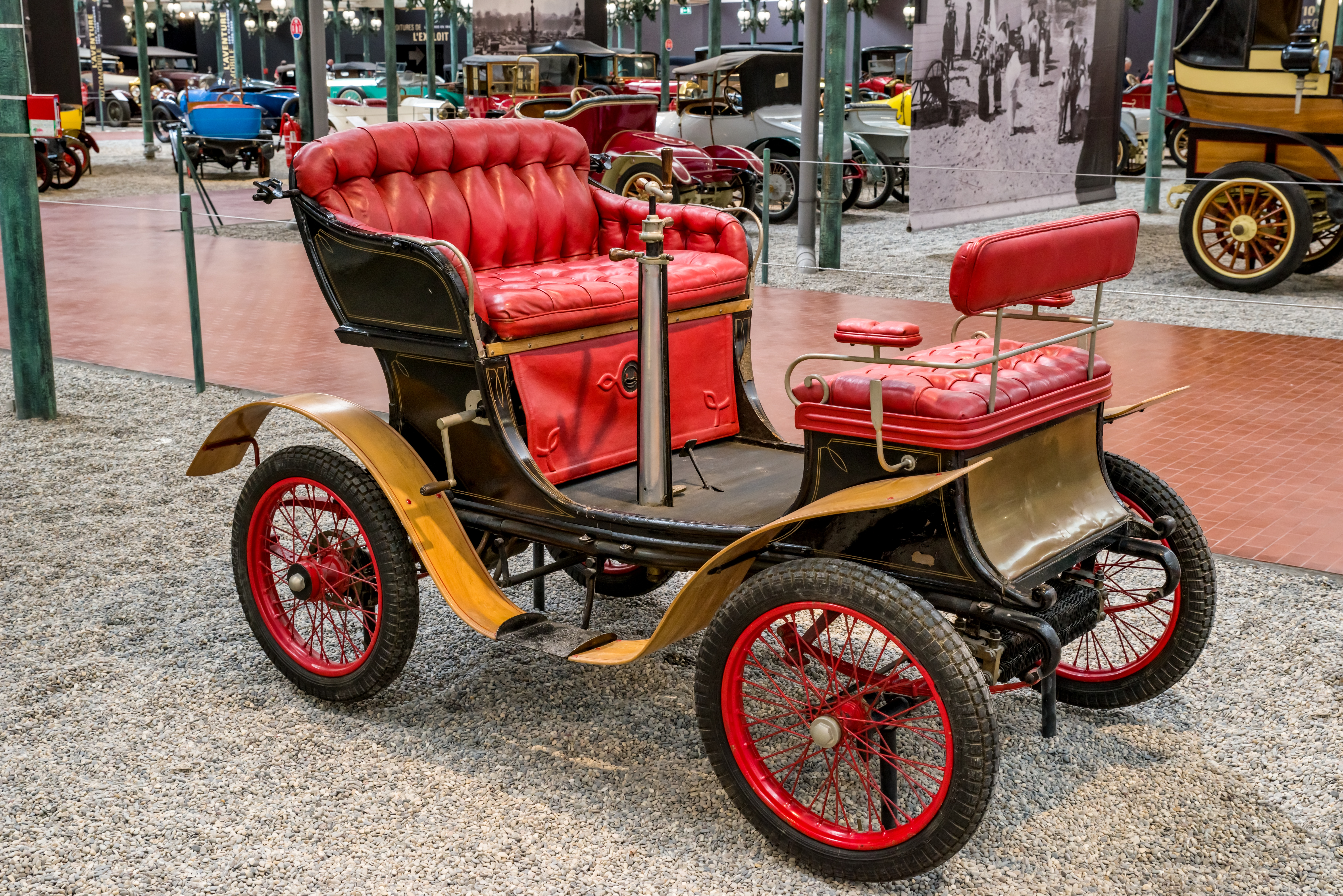
De Dion-Bouton Type E

Der De Dion-Bouton 3,5 CV war eine Pkw-Modellreihe des französischen Automobilherstellers De Dion-Bouton aus der Zeit vor dem Zweiten Weltkrieg. Dabei stand das CV für die Steuer-PS. Zu dieser Modellreihe gehörten:
- De Dion-Bouton Type D (1899–1900)
- De Dion-Bouton Type E (1900)